# Seasons in the Sun
Seasons in the Sun ist ein Song von Terry Jacks aus dem Jahr 1974. Er basiert auf dem Chanson Le Moribond („Der Sterbende“) des Belgiers Jacques Brel aus dem Jahr 1961 und erreichte in Jacks’ Version in vielen Ländern Platz eins der Charts. Das Stück handelt von einem sterbenden Mann, der letzte Grußworte an die Menschen sendet, die ihn auf seinem  Lebensweg begleitet haben.

## Entstehung
Texter Rod McKuen übersetzte das Stück 1963 ins Englische, und zunächst nahm das Kingston Trio den Titel auf. Das Stück verkaufte sich nicht sehr gut und schaffte auch nicht den Sprung in die US-Charts. 1968 nahmen die Fortunes den Song auf und veröffentlichten ihn  im November 1968 in Großbritannien, im März 1969 in den Niederlanden und im Juni 1969 in Deutschland auf einer Single, die in ihrer Heimat und in Deutschland wenig Resonanz fand. In den Niederlanden hingegen stieg Seasons in the Sun am 19. April 1969 in die Top 40 ein und erreichte im Mai Platz vier als höchste Platzierung.
Dem kanadischen Sänger Terry Jacks war die Version des Kingston Trio im Gedächtnis geblieben. Er änderte Teile der letzten Strophe und passte die Musik an die 1970er Jahre an. Ausgehend von Kanada wurde der Titel in Jacks’ Version zum Hit und erreichte Platz eins der Hitparaden in Deutschland, Österreich, der Schweiz, den USA, Großbritannien, Norwegen und Belgien.

## Verhältnis zum Originaltext
Jacks machte das ursprüngliche Chanson von Brel sowohl in Text als auch in Interpretation deutlich weicher und teilweise sentimentaler. So verabschiedet sich im Original der Protagonist von seinem besten Freund Émile, dem Ortspfarrer, dem Liebhaber seiner Frau und schließlich von seiner untreuen Frau. Die Anspielungen auf die Untreue der Frau strich Jacks, als er McKuens Übersetzung umschrieb. Die dritte Strophe richtet sich nun an „Michelle“ – offenbar die Freundin oder Frau des Lyrischen Ichs –, der ein positiver Einfluss in seinem Leben zugeschrieben wird. Gleichzeitig wurden in die englische Version in die zweite Strophe, in der – anders als im Original – der Protagonist zu seinem Vater spricht, Anspielungen auf ein möglicherweise „verpfuschtes Leben“ eingebaut. Deutliche Unterschiede gibt es auch beim Refrain: Während im von Brel zackig gesungenen Original der Sprecher dazu aufruft, dass alle sich freuen und feiern sollen, wenn er „in die Grube“ kommt, ist der Ton von Jacks‘ Refrain eher nostalgisch-melancholisch.

## Coverversionen
Seasons in the Sun wurde mehrmals gecovert, unter anderem von den Mamas and Papas, The Beach Boys und Pearls Before Swine. Neuere Versionen stammen von Nirvana sowie von Black Box Recorder und Me First and the Gimme Gimmes. Westlife machte das Stück 1999 zusammen mit einer Version von I Have a Dream zum zweiten Mal zur Nummer eins und zu einem Weihnachtshit.
Terry Jacks veröffentlichte auch eine deutsche Version mit dem Titel In den Gärten der Zeit. Eine deutsche Adaption des Originals von Jacques Brel ist das Lied Adieu Emile von Klaus Hoffmann sowie Mach’s gut vom Trio Verena Guido.  Aus dem Jahr 1974 stammt der Titel Wir sind jung, wir sind frei von Stein Ingebrigtsen.